# Nicolaus-Cusanus-Gymnasium Bonn
Das Nicolaus-Cusanus-Gymnasium (NCG) ist ein staatliches Gymnasium im Bonner Ortsteil Plittersdorf, benannt nach dem deutschen Kirchenrechtler, Philosophen, Bischof und Kardinal Nikolaus von Kues. Neben den normalen Gymnasialklassen bietet es einen bilingualen Bildungsgang Deutsch-Englisch und einen mathematisch-naturwissenschaftlichen Zweig an.

## Geschichte
Das Gymnasium ging aus einer internationalen Schule hervor, deren Bau durch einen Zuschuss der US-amerikanischen Hochkommission (HICOG) in Höhe von 295.000 D-Mark ermöglicht wurde.
1956 wurde der mathematisch-naturwissenschaftliche Zweig auf das Heinrich-Hertz-Gymnasium ausgegliedert, 1992 wurden beide Schulen wieder zusammengelegt. In das alte Schulgebäude zog die Elisabeth-Selbert-Gesamtschule. 2002 und 2007 stellte das Nicolaus-Cusanus-Gymnasium von allen 628 Gymnasien in Nordrhein-Westfalen jeweils den besten Abiturienten bzw. die beste Abiturientin.

## Pädagogische Prinzipien
Das NCG besitzt zwei pädagogische Schwerpunkte: Naturwissenschaften und Sprachen. Außerdem werden Sport, Musik, Theater und Erlebnispädagogik besonders gepflegt.
Der Leitspruch der Schule lautet nach Cusanus „Eadem spectamus astra“ („Wir sehen dieselben Sterne“). Im Geiste des Nicolaus von Kues widmet sich die Schule in besonderer Weise der Erziehung zu Frieden und Toleranz, zu internationaler Verständigung und sozialem Engagement.
Neben den Regelklassen mit den Sprachen Englisch, Französisch, Latein und Spanisch bietet der bilinguale deutsch-englische Zweig gute Voraussetzungen für Studium und Beruf.
Im mathematisch-naturwissenschaftlichen Schwerpunkt bietet das NCG die entsprechenden Leistungskurse in der Sekundarstufe II sowie Begabtenförderung in der Sekundarstufe I an, mit fachspezifischen Angeboten im Differenzierungsbereich, fächerübergreifender Zusammenarbeit in Biologie, Physik und Chemie und der Zusammenarbeit mit der Universität Bonn und dem Deutschen Museum. Schüler, Lehrer und Eltern arbeiten gemeinsam im Cusanus-Projekt.

## Arbeitsgemeinschaften
Es gibt unter anderem die folgenden Arbeitsgemeinschaften: Cusanus-Projekt, Model United Nations (MUN), Sport, Theater, Rechtskunde, Streitschlichter, Mentoren, Basketball, Schulsanitätsdienst.

## Austauschprogramme
Schüleraustausch findet mit Schulen in Belfast (Nordirland), Montpellier (Frankreich) und Arcata (USA) statt.

## Sponsoren
Die „Kooperation Schule–Wirtschaft“ wird mit der Postbank veranstaltet.
Fon, ZF Boge und Moodle sind ebenfalls Sponsoren.

## Bekannte ehemalige Schülerinnen und Schüler
- Lars Brandt (* 1951), Schriftsteller, Filmemacher und Künstler
- Matthias Brandt (* 1961), Schauspieler
- Markus Dröge (* 1954), Bischof der Evangelischen Kirche Brandenburg und Schlesische Oberlausitz
- Wolf von Fabeck (1935–2025), Energiewende-Aktivist
- Frank Grünwald (* 1957), Nuklearmediziner und Hochschullehrer
- Özgür Gürerk (* 1975), Ökonom und Hochschullehrer
- Jens Halfwassen (1958–2020), Philosoph und Hochschullehrer
- Natalie Horler (* 1981), Sängerin
- Thomas de Maizière (* 1954), Politiker (CDU)
- Margarita Mathiopoulos (* 1956), Historikerin, Politikwissenschaftlerin und Unternehmerin
- Thomas Mirow (* 1953), Politiker (SPD)
- Gerd J. Pohl (* 1970), Schauspieler, Puppenspieler, Theaterintendant
- Helga Rehder (* 1938), Fachärztin für Pathologie und für Humangenetik und Hochschullehrerin
- Angkana Rüland (* 1987), Mathematikerin und Hochschullehrerin
- Cornelia Scheel (* 1963), LGBT-Aktivistin
- Ina Seeberg (* 1941), Malerin und Autorin
- Nikolaus Simon (1935–2017), deutscher Architekt
- Angelika Taschen (* 1959), Verlegerin

## Lehrkräfte
- Hermann Hallauer (1926–2013), Historiker und Experte für Nikolaus von Cues (pensioniert 1990)
- Werner Trutwin (1929–2019), Philosoph, Theologe, Philologe und Religionswissenschaftler (Schulleiter des Heinrich-Hertz-Gymnasiums 1972–1992)